# Jonathan Tamimi
Jonathan Syberg Tamimi, född 12 oktober 1994, är en svensk-jordansk fotbollsspelare som spelar för litauiska FK Kauno Žalgiris.

## Karriär
Tamimi spelade i Hammarby under hela uppväxten, sedan fem års ålder, och han gjorde som 18-åring debut i A-laget mot GAIS hemma (seger 3–1) den 19 september 2013. Hans insatser gjorde även att han togs ut i Sveriges U19-landslag tre veckor efter debuten. Under 2013 gjorde Jonathan Tamimi totalt sju matcher i Superettan.
I mars 2015 skrev Tamimi på ett treårskontrakt med Jönköpings Södra IF. I februari 2018 värvades Tamimi av GIF Sundsvall. I januari 2019 skrev han på ett nytt treårskontrakt med GIF Sundsvall. Säsongen 2019 blev GIF Sundsvall nedflyttade till Superettan och efter säsongen lämnade Tamimi klubben.
Den 11 juni 2020 värvades Tamimi av Mjällby AIF, där han skrev på ett korttidskontrakt fram till den 31 juli 2020. I augusti 2020 förlängde Tamimi sitt kontrakt i Mjällby över resten av säsongen. Efter säsongen 2020 lämnade han klubben. I februari 2021 värvades Tamimi av Degerfors IF. Efter säsongen 2021 lämnade han klubben.
I februari 2022 värvades Tamimi av IK Brage, där han skrev på ett tvåårskontrakt. I mars 2024 skrev Tamimi på för jordanska Al-Hussein. I juli 2024 skrev han på för litauiska Kauno Žalgiris.

## Karriärstatistik
| Klubb              | Säsong             | Liga               | Liga    | Liga | Nationell cup | Nationell cup | Totalt  | Totalt |
| Klubb              | Säsong             | Division           | Matcher | Mål  | Matcher       | Mål           | Matcher | Mål    |
| ------------------ | ------------------ | ------------------ | ------- | ---- | ------------- | ------------- | ------- | ------ |
| Hammarby IF        | 2013               | Superettan         | 7       | 0    | 0             | 0             | 0       | 0      |
| Hammarby IF        | 2014               | Superettan         | 0       | 0    | 0             | 0             | 0       | 0      |
| Hammarby IF        | Totalt             | Totalt             | 7       | 0    | 0             | 0             | 7       | 0      |
| Jönköpings Södra   | 2015               | Superettan         | 18      | 0    | 1             | 0             | 19      | 0      |
| Jönköpings Södra   | 2016               | Allsvenskan        | 9       | 0    | 2             | 0             | 11      | 0      |
| Jönköpings Södra   | 2017               | Allsvenskan        | 17      | 0    | 1             | 0             | 18      | 0      |
| Jönköpings Södra   | Totalt             | Totalt             | 44      | 0    | 4             | 0             | 48      | 0      |
| GIF Sundsvall      | 2018               | Allsvenskan        | 30      | 1    | 3             | 0             | 33      | 1      |
| GIF Sundsvall      | 2019               | Allsvenskan        | 29      | 0    | 1             | 0             | 30      | 0      |
| GIF Sundsvall      | Totalt             | Totalt             | 59      | 1    | 4             | 0             | 63      | 1      |
| Mjällby AIF        | 2020               | Allsvenskan        | 20      | 0    | 3             | 0             | 23      | 0      |
| Degerfors IF       | 2021               | Allsvenskan        | 18      | 0    | 5             | 0             | 23      | 0      |
| IK Brage           | 2022               | Superettan         | 29      | 2    | 4             | 0             | 33      | 2      |
| IK Brage           | 2023               | Superettan         | 29      | 0    | 2             | 0             | 31      | 0      |
| IK Brage           | Totalt             | Totalt             | 58      | 2    | 6             | 0             | 64      | 2      |
| Kauno Žalgiris     | 2024               | A lyga             | 8       | 0    | 1             | 0             | 9       | 0      |
| Totalt i karriären | Totalt i karriären | Totalt i karriären | 214     | 3    | 23            | 0             | 237     | 3      |